# Победа (Забайкальский край)
Победа — село в Оловяннинском районе Забайкальского края в составе сельского поселения «Бурулятуйское».

## География
Село находится в северо-восточной части района на расстоянии примерно 45 километров (по прямой) к востоку-северо-востоку от посёлка городского типа Оловянная.
Климат
Климат характеризуется как резко континентальный, с большими колебаниями средних температур зимних и летних месяцев, а также резкими колебаниями температур в течение одних суток. Среднегодовая температура воздуха составляет −1,4 °С. Абсолютный максимум температуры воздуха — 39,2 °С; абсолютный минимум — −45,5 °С. Среднегодовое количество осадков — 342 мм.
Часовой пояс
Село Победа находится в часовой зоне МСК+6. Смещение применяемого времени относительно UTC составляет +9:00.

## История
Образовано в 1925 году.

## Население
Постоянное население составляло 206 человек в 2002 году (русские 92 %), 158 человек в 2010 году.